# Julia Butters
Julia Butters (Los Ángeles, California; 15 de abril de 2009) es una actriz estadounidense. Recibió elogios de la crítica por su papel de Trudi Fraser en Once Upon a Time in Hollywood, película de Quentin Tarantino. Entre 2016 y 2020 interpretó el papel de Anna-Kat Otto en la comedia de ABC American Housewife.

## Primeros años
Julia Butters nació en Los Ángeles, California. Es hija de Darrin (un animador de Disney que ha trabajado en películas como Frozen y Ralph Breaks the Internet), oriundo de Kearney, Nebraska, y Lorelei Butters (ama de casa), de Los Ángeles, California.

## Carrera
Comenzó su carrera a la edad de dos años haciendo comerciales. Su primer rol hablado fue el papel de Gabby en un episodio de Criminal Minds, del mismo nombre. En 2016, Butters interpretó el papel recurrente de Ella en la serie Transparent, de Amazon Prime Video, durante ocho episodios. Más tarde ese año, comenzó a protagonizar la comedia de ABC American Housewife como Anna-Kat Otto.
Cuando Quentin Tarantino estaba escribiendo el guion de su novena película, Once Upon a Time in Hollywood, vio a Butters en la televisión, y luego la eligió para interpretar a la precoz actriz infantil Trudi Fraser.

## Filmografía
| Año  | Título                                    | Personaje      | Notas        |
| ---- | ----------------------------------------- | -------------- | ------------ |
| 2015 | The Rusted                                | Piper          | Cortometraje |
| 2016 | 13 hours: The Secret Soldiers of Benghazi | Beverly Silva  |              |
| 2016 | Term Life                                 | Cate (7 años)  |              |
| 2016 | A Family Man                              | Lauren Jensen  |              |
| 2019 | Once Upon a Time in Hollywood             | Trudi Fraser   |              |
| 2022 | The Gray Man                              | Claire         |              |
| 2022 | Los Fabelman                              | Anne Fabelmans |              |
| 2025 | Freakier Friday                           | Harper Coleman |              |

| Año       | Título                | Personaje     | Notas                        |
| --------- | --------------------- | ------------- | ---------------------------- |
| 2014      | Criminal Minds        | Gabby Hoffer  | 1 episodio: "Gabby"          |
| 2015–2016 | Best Friends Whenever | Cyd (5 años)  | 2 episodios                  |
| 2015–2016 | Transparent           | Ella          | Recurrente; 8 episodios      |
| 2016      | The Kicks             | Ashley        | 1 episodio: "Take the Field" |
| 2016–2021 | American Housewife    | Anna-Kat Otto | Principal                    |
| 2016      | Pals                  | Julia         | Película para televisión     |